# یواس‌اس باسیلان (ای‌جی-۶۸)
یواس‌اس باسیلان (ای‌جی-۶۸) (به انگلیسی: USS Basilan (AG-68)) یک کشتی بود که طول آن 442' بود. این کشتی در سال ۱۹۴۴ ساخته شد.